# Heptaster
Heptaster är ett släkte av svampar. Heptaster ingår i ordningen Capnodiales, klassen Dothideomycetes, divisionen sporsäcksvampar och riket svampar.
|           | Antennulariellaceae                  |
|           |                                      |
|           | Asterinaceae                         |
|           |                                      |
|           | Capnodiaceae                         |
|           |                                      |
|           | Davidiellaceae                       |
|           |                                      |
|           | Euantennariaceae                     |
|           |                                      |
|           | Metacapnodiaceae                     |
|           |                                      |
|           | Micropeltidaceae                     |
|           |                                      |
|           | Mycosphaerellaceae                   |
|           |                                      |
|           | Piedraiaceae                         |
|           |                                      |
|           | Schizothyriaceae                     |
|           |                                      |
|           | Teratosphaeriaceae                   |
|           |                                      |
|           | Scirrhia                             |
|           |                                      |
|           | Baudoinia                            |
|           |                                      |
|           | Friedmanniomyces                     |
|           |                                      |
|           | Phaeotheca                           |
|           |                                      |
|           | Hyphospora                           |
|           |                                      |
|           | Micropustulomyces                    |
|           |                                      |
|           | Cystocoleus                          |
|           |                                      |
| Heptaster | \| \| Heptaster hughesii \| \| \| \| |
|           | \| \| Heptaster hughesii \| \| \| \| |
|           | Limaciniopsis                        |
|           |                                      |
|           | Capnobotryella                       |
|           |                                      |
|           | Capnocheirides                       |
|           |                                      |
|           | Pseudotaeniolina                     |
|           |                                      |
|           | Xenomeris                            |
|           |                                      |
|           | Monographos                          |
|           |                                      |
|           | Comminutispora                       |
|           |                                      |
|           | Toxicocladosporium                   |
|           |                                      |
|           | Rachicladosporium                    |
|           |                                      |
|           | Verrucocladosporium                  |
|           |                                      |
|           | Pseudovirgaria                       |
|           |                                      |
|           | Recurvomyces                         |
|           |                                      |
|           | Elasticomyces                        |
|           |                                      |
|           | Sporidesmajora                       |
|           |                                      |
|           | Hispidoconidioma                     |
|           |                                      |
|           | Heptaster hughesii                   |
|           |                                      |

|  | Heptaster hughesii |
|  |                    |